# Платеозаври
Платеозаврите (Plateosaurus) са род динозаври от семейство Plateosauridae.
Първите растителноядни динозаври били от групата на прозавроподите. Платеозавърът бил типичен прозавропод.

## Описание
Той имал дълга шия и малка глава, но може би най-малката му особеност било огромно туловище. За да може да смила растителната маса, едно растителноядно се нуждае от храносмилателна система с много по-голям обем, отколкото месоядното. Тежкият стомах и черва на прозавропода, които били изнесени доста пред тазовите кости, вероятно са пречели на животното да балансира тялото си така, че да прекарва дълго време изправено на задните си крака. Затова прозавроподите се превърнали в четириноги още в зората на своята еволюция.

## Разпространение
Платеозавърът населявал Централна и Северна Европа. Предимно в Германия и във Великобритания.

## Хранене
Платеозавърът се е хранел с листата по клоните на дърветата.

## Допълнителни сведения
От платеозавър са открити над 100 скелета.